# Tomás Pochettino
Tomás Pochettino (Rafaela, Santa Fe, 1 de febrero de 1996) es un futbolista argentino. Juega como mediocentro ofensivo en el Fortaleza de la Primera División de Brasil.

## Trayectoria

### Boca Juniors
El 8 de noviembre de 2015, Pochettino debutó con el primer equipo de Boca Juniors en un partido liguero ante Rosario Central, reemplazando a Nicolás Colazo a los 85 minutos.

### Talleres de Córdoba
El 31 de julio de 2018, Pochettino se incorporó a Talleres de Córdoba a préstamo por un año con la opción de hacer la mudanza permanente. El 10 de mayo de 2019 Talleres confirmó que había adquirido el 50% de sus derechos y permanecería en el club. Vistiendo la camiseta albiazul (considerando el campeonato local, Copa Argentina y Copa Libertadores), Pochettino disputó 60 partidos y anotó 6 goles. Asimismo en la Copa de la Liga Profesional 2020 disputó 883 minutos, marcó 3 goles y fue elegido el mejor mediocampista del torneo.

### Austin F.C
El 11 de febrero de 2021, fichó por el Austin FC de la Major League Soccer, club donde disputó un total de 31 partidos, convirtió dos goles y dio una asistencia.

### River Plate
En diciembre de 2021, se convirtió en el primer refuerzo de River Plate  de cara a 2022, llegando a préstamo por un año y medio con opción de compra.

### Fortaleza
El 6 de enero de 2023 fue confirmado como nuevo refuerzo de Fortaleza de la Primera División de Brasil.

## Estadísticas

### Clubes
Actualizado hasta su último partido disputado el 26 de julio de 2025.
| Club                         | Div.          | Temporada     | Liga  | Liga  | Liga   | Copas nacionales | Copas nacionales | Copas nacionales | Copas internacionales | Copas internacionales | Copas internacionales | Total | Total | Total  |
| Club                         | Div.          | Temporada     | Part. | Goles | Asist. | Part.            | Goles            | Asist.           | Part.                 | Goles                 | Asist.                | Part. | Goles | Asist. |
| ---------------------------- | ------------- | ------------- | ----- | ----- | ------ | ---------------- | ---------------- | ---------------- | --------------------- | --------------------- | --------------------- | ----- | ----- | ------ |
| C. A. Boca Juniors Argentina | 1.ª           | 2015          | 1     | 0     | 0      | —                | —                | —                | —                     | —                     | —                     | 1     | 0     | 0      |
| C. A. Boca Juniors Argentina | Total club    | Total club    | 1     | 0     | 0      | 0                | 0                | 0                | 0                     | 0                     | 0                     | 1     | 0     | 0      |
| Defensa y Justicia Argentina | 1.ª           | 2016          | 9     | 0     | 1      | 2                | 0                | 0                | —                     | —                     | —                     | 11    | 0     | 1      |
| Defensa y Justicia Argentina | 1.ª           | 2016-17       | 19    | 3     | 2      | 1                | 0                | 0                | 1                     | 0                     | 0                     | 21    | 3     | 2      |
| Defensa y Justicia Argentina | 1.ª           | 2017-18       | 16    | 1     | 2      | 1                | 0                | 0                | 2                     | 0                     | 0                     | 19    | 1     | 2      |
| Defensa y Justicia Argentina | Total club    | Total club    | 44    | 4     | 5      | 4                | 0                | 0                | 3                     | 0                     | 0                     | 51    | 4     | 5      |
| C. A. Talleres (C) Argentina | 1.ª           | 2018-19       | 19    | 0     | 0      | 9                | 1                | 1                | 4                     | 1                     | 2                     | 32    | 2     | 3      |
| C. A. Talleres (C) Argentina | 1.ª           | 2019-20       | 16    | 1     | 2      | 1                | 0                | 1                | —                     | —                     | —                     | 17    | 1     | 3      |
| C. A. Talleres (C) Argentina | 1.ª           | 2020          | —     | —     | —      | 11               | 3                | 4                | —                     | —                     | —                     | 11    | 3     | 4      |
| C. A. Talleres (C) Argentina | Total club    | Total club    | 35    | 1     | 2      | 21               | 4                | 6                | 4                     | 1                     | 2                     | 60    | 6     | 10     |
| Austin F. C. Estados Unidos  | 1.ª           | 2021          | 31    | 2     | 1      | —                | —                | —                | —                     | —                     | —                     | 31    | 2     | 1      |
| Austin F. C. Estados Unidos  | Total club    | Total club    | 31    | 2     | 1      | 0                | 0                | 0                | 0                     | 0                     | 0                     | 31    | 2     | 1      |
| C. A. River Plate Argentina  | 1.ª           | 2022          | 10    | 0     | 1      | 11               | 1                | 1                | 3                     | 0                     | 1                     | 24    | 1     | 3      |
| C. A. River Plate Argentina  | Total club    | Total club    | 10    | 0     | 1      | 11               | 1                | 1                | 3                     | 0                     | 1                     | 24    | 1     | 3      |
| Fortaleza E. C. · Brasil     | 1.ª           | 2023          | 35    | 2     | 3      | 17               | 1                | 4                | 17                    | 3                     | 3                     | 69    | 6     | 10     |
| Fortaleza E. C. · Brasil     | 1.ª           | 2024          | 32    | 5     | 6      | 19               | 1                | 3                | 10                    | 1                     | 4                     | 61    | 7     | 13     |
| Fortaleza E. C. · Brasil     | 1.ª           | 2025          | 10    | 1     | 2      | 14               | 1                | 2                | 4                     | 0                     | 0                     | 28    | 2     | 4      |
| Fortaleza E. C. · Brasil     | Total club    | Total club    | 77    | 8     | 11     | 50               | 3                | 9                | 31                    | 4                     | 7                     | 158   | 15    | 27     |
| Total carrera                | Total carrera | Total carrera | 198   | 15    | 20     | 86               | 8                | 16               | 41                    | 5                     | 10                    | 325   | 28    | 46     |
| 1. 2.                        |               |               |       |       |        |                  |                  |                  |                       |                       |                       |       |       |        |

## Palmarés

### Campeonatos regionales
| Título              | Club            | Estado/Región   | Año  |
| ------------------- | --------------- | --------------- | ---- |
| Campeonato Cearense | Fortaleza E. C. | Ceará           | 2023 |
| Copa do Nordeste    | Fortaleza E. C. | Región Nordeste | 2024 |

### Campeonatos nacionales
| Título           | Equipo             | País      | Año  |
| ---------------- | ------------------ | --------- | ---- |
| Primera División | C. A. Boca Juniors | Argentina | 2015 |